# Fernando Rubén González
Fernando Rubén González Pineda (Ciudad de México, 27 de enero de 1994), también conocido por su apodo "El Oso". Juega de mediocampista defensivo y su equipo actual es el Club Deportivo Guadalajara en Liga MX.

## Trayectoria

### Inicios y Club Deportivo Guadalajara
Fernando González inicia en las divisiones inferiores del C.D Guadalajara empezando en la Sub-17 en 2010, pasando por el equipo Premier de la Tercera División, Segunda División y Sub-20.
Para que así en 2013 llegase a debutar con el primer equipo en Liga MX, jugando 4 partidos en el Clausura 2013 acumulando 130 minutos de juego. Para el Apertura 2013 de Copa MX debuta jugando 77 minutos en su único partido de esa temporada.
El domingo 24 de febrero de 2013, el oso debuta en Primera División con Guadalajara ante León.

### Deportivo Tepic
Para 2015, González es prestado a Coras de Nayarit por una temporada jugando en Ascenso MX acumulando 5 partidos entre liga y copa del Apertura 2015 sin ninguna anotación.
En Clausura 2017 jugó 17 partidos de Ascenso MX.

### Club Atlético Zacatepec
Llegó al equipo de C. A. Zacatepec a préstamo de Guadalajara junto con más jugadores del mismo club, acumuló 1216 minutos en 14 partidos de Liga y 105 minutos en 2 de Copa de Apertura 2016.

### Club Necaxa
Es llevado a Necaxa el 27 de noviembre de 2017, para militar con el cuadro de Aguascalientes durante el Clausura 2018, llegando a jugar 2 partidos de Copa MX participando en el torneo de copa el cual terminarían ganando el cuadro Hidrocalido al derrotar al Deportivo Toluca, mientras en Liga disputaria 14 partidos acumulando 1157 minutos.
En el Apertura 2018 disputaría todos los partidos siendo una pieza importante del club dirigido por Michel Leaño y un director técnico interino durante las últimas jornadas.
El 30 de noviembre de 2018 Necaxa anuncia mediante sus redes sociales la compra definitiva del jugador hasta 2023.
También ganó la SuperCopa MX ante C. F. Monterrey. Fue su segundo título conseguido con el cuadro necaxista.

### Club América
Se hizo oficial su traspaso al Club América, en una conferencia de prensa el 19 de junio de 2019, se volvió uno de los pocos jugadores en jugar para el América y Chivas. Fue subcampeón del torneo Apertura 2019 con las águilas, que fueron derrotadas en penales por Monterrey.

### Club León
Se hizo oficial su traspaso al Club León el 1 de enero del 2021

## Palmarés

### Campeonatos nacionales
| Título               | Club    | País           | Año  |
| -------------------- | ------- | -------------- | ---- |
| Copa MX              | Necaxa  | México         | 2018 |
| Supercopa MX         | Necaxa  | Estados Unidos | 2018 |
| Campeón de Campeones | América | Estados Unidos | 2019 |